# Никола Матијашевић
Никола Матијашевић (5. јул 1953) је бивши југословенски и српски одбојкаш и репрезентативац. Био је део репрезентације Југославије на Европском првенству у Београду 1975., када је освојена прва медаља за нашу мушку одбојку на Европским првенствима. Десет година је играо за Црвену звезду, а од недавно је и тренер тог клуба. По завршетку играчке каријере наставио је да се бави тренерским послом. Тренирао је Партизан, као и клубове у Немачкој и Француској. Радио је као селектор одбојкашких репрезентација Босне и Херцеговине и Црне Горе.